# Kelley Racing
Kelley Racing foi uma equipe norte-americana de automobilismo fundada por Tom Kelley, que disputou a IndyCar Series (então Indy Racing League) entre 1998 e 2004. Embora fundada em Fort Wayne, no estado de Indiana, sua sede era localizada em Indianápolis.
Sua marca registrada era o patrocínio da empresa de autopeças Delphi, celebrizado por Scott Sharp, principal piloto da equipe, que a representou nas 7 temporadas da Kelley na categoria. Das 9 vitórias obtidas pelo time, 7 foram de Sharp (as outras duas foram de Mark Dismore, em 1999, e Al Unser, Jr., em 2000). A equipe conquistou ainda 17 pódios, 8 poles-positions e 6 voltas mais rápidas.
Além de Sharp, Dismore e Unser, também representaram a Kelley: Sarah Fisher, nas 500 Milhas de Indianápolis de 2004, e Tony Renna, entre 2002 e 2003. A Kelley encerrou suas atividades em 2004, e seu espólio foi comprado por Tony George, que a transformou na equipe Vision Racing.

## Pilotos
- Mark Dismore (1998-2001)
- Scott Sharp (1998-2004)
- Sarah Fisher (2004)
- Tony Renna (2002-2003)
- Al Unser, Jr. (2003-2004)